# USS Kansas City (LCS-22)
El USS Kansas City (LCS-22) de la Armada de los Estados Unidos es un buque de combate litoral de la clase Independence. Fue colocada su quilla en 2017, botado en 2018 y asignado en 2020. Su nombre honra a Kansas City.

## Historia
Construido por el Austal USA en Mobile, Alabama; fue puesto en gradas el 15 de noviembre de 2017. Bautizado el 22 de septiembre de 2018, la botadura tocó el 19 de octubre del mismo año. Fue comisionado el 20 de junio de 2020 en San Diego, California; y asignado al LCS Squadron 1 en San Diego.